# Smosh: The Movie
Smosh: The Movie è un film del 2015 diretto da Alex Winter, con protagonisti il duo di YouTuber statunitensi Smosh.
È stato proiettato in anteprima alla convention Vidcon di Los Angeles il 23 luglio 2015, e distribuito il giorno seguente in video on demand dalla 20th Century Fox Home Entertainment, ricevendo recensioni generalmente negative. In Italia è stato distribuito su Netflix.

## Trama
Ian e Anthony sono due giovani ragazzi rimasti però ai tempi dell'adolescenza che vivono a casa di Ian. Mentre Ian passa tutto il tempo su YouTube guardando lo stesso filmato, Anthony, che consegna pizze a domicilio, capisce che è ora di crescere. Un giorno scoprono che si farà una rimpatriata di classe e Anthony è eccitato di andarci per far colpo su Anna Reed. Purtroppo su YouTube vi è proprio un video imbarazzante di Anthony che e lui e Ian vogliono rimuovere. Il signor YouTube gli dà la possibilità di entrare nel portale, cercando di modificare il loro video. Entrati in questo mondo digitale, non sarà così facile come pensavano. Usciti dal mondo virtuale, si ritrovano in un presente diverso da quello che avevano lasciato: Ian ha come fidanzata il suo sogno, mentre Anthony dovrà dare una nuova prova per far sì che Anna si innamori nuovamente di lui.